# Owénisme

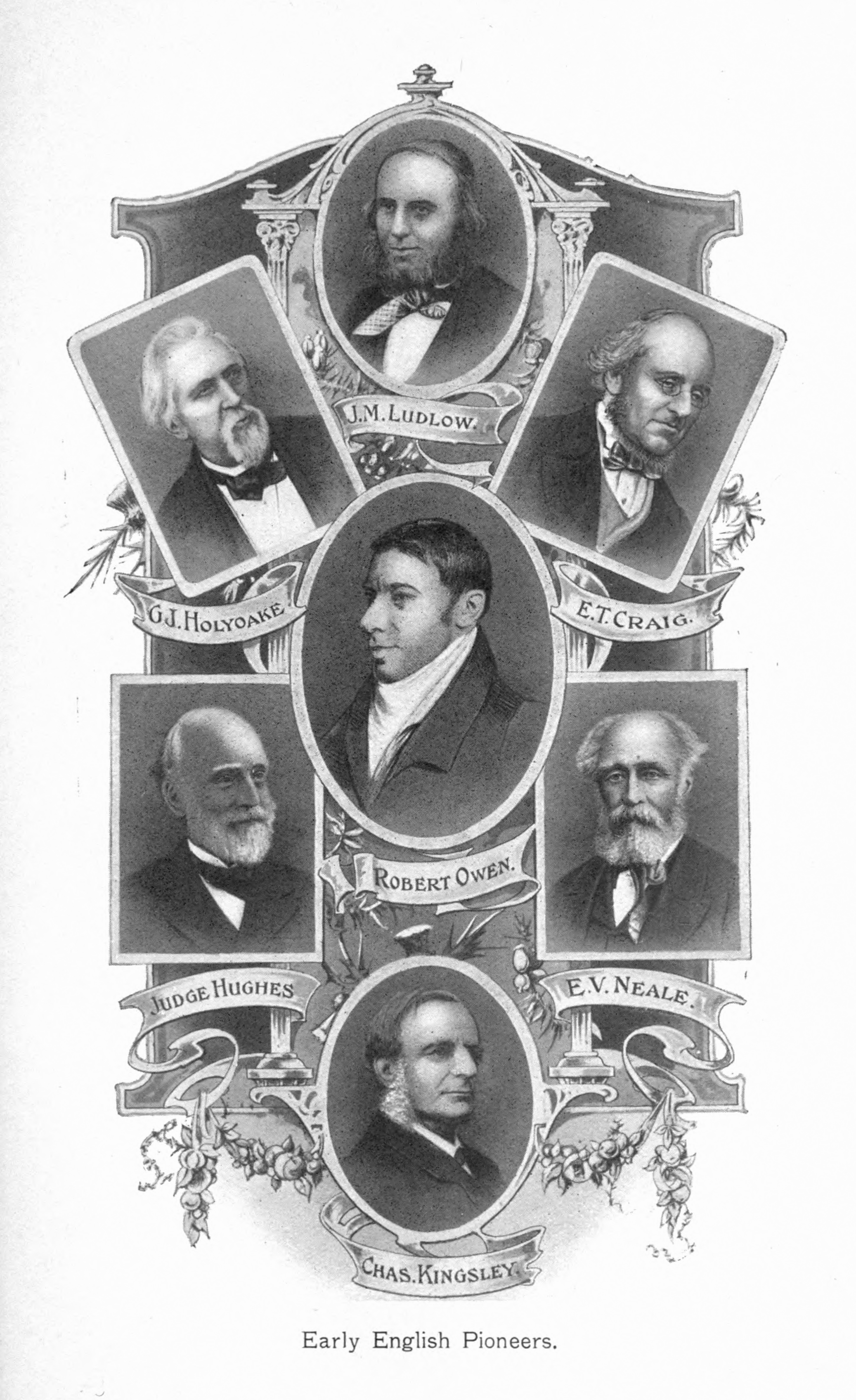
Sept pionniers du socialisme coopératif anglais : John Malcolm Forbes Ludlow, George Holyoake, Edward Thomas Craig, Robert Owen, Thomas Hughes, Edward Vansittart Neale, and Charles Kingsley.

L'owénisme est la philosophie socialiste utopique de Robert Owen. La réalisation la plus notable des owéniens est sans doute leur projet infructueux à New Harmony dans l'Indiana.